# スイカズラ
スイカズラ（吸い葛・吸葛・忍冬、学名: Lonicera japonica）はスイカズラ科スイカズラ属の常緑つる性木本。別名、ニンドウ（忍冬）やキンギンカ（金銀花）。

## 名称
和名スイカズラの名は「吸い葛」の意で、細長い花筒の奥に蜜があり、古くは子どもが好んで花の管の細いほうを口に含んで甘い蜜を吸うことが行なわれたことにちなみ、蜜をすう唇の形が、花の形に似ていることに由来する。砂糖の無い頃の日本では、砂糖の代わりとして用いられていた。スイカズラの英名ジャパニーズ・ハニーサックル（Japanese honeysuckle）も、花筒をちぎって蜜（honey）を吸う（suck）ところから生まれた名前であるといわれる。
別名は、キンギンカ（金銀花）、ミツバナ、スイバナ、スイスイバナ、ニンドウカズラ。葉や中国植物名は、忍冬（にんどう）といい、冬場を耐え忍び、枯れずに残ることからこの名がついている。異名である「金銀花」は、花色が白から黄色に変化することに由来する。
花言葉は「愛の絆」。

## 分布・生育地
日本全国各地（北海道の南部・本州・四国・九州）のほか、朝鮮半島・中国など東アジア一帯に分布する。
各地の平地から山野の野原、土手、山林、林縁や道ばたによく見られ。庭や垣根にも植えられる。欧米では観賞用に栽培されるが、また広く野生化し、特にアメリカでは外来種としてクズとともに森林を覆って打撃を与えるなど問題となっている。
夏季に乾燥しない場所で、日当たりの良い場所を好むが、耐日陰性もある。

## 形態・生態
常緑または半常緑のつる性低木。
木質のつるで、茎は分岐しながら長く右巻き（S巻き）に伸びて他の植物に絡みつき、他のつる性植物と比べて穏やかに繁茂してゆき、長さは10メートル (m) ほどにもなる。若い茎は細くても丈夫で、毛が密生し灰赤褐色をしているが、2年以降の茎は太くなるとつるの髄は中空になり、樹皮は縦に細く裂けて剥がれて灰褐色を帯びる。冬にあいだは、つるの先端のほうの枝先だけが枯れる。
葉はつるに対生し、葉身は卵形から楕円形や長楕円形で、長さ3 - 7センチメートル (cm) 、幅0.7 - 4 cmあり、葉柄は長さ3 - 8ミリメートル (mm) ある。葉の形は成長過程や季節によって変化があり、春の若葉は縁が波打って羽状の切れ込みがあり、夏は全縁で先端が少し尖る。また、冬期は厚めの葉身になり、裏面に少し巻いたような形になる。毛は葉の裏面に多く、表面は少ない。枝先の葉は越冬する。暖地では冬でも葉は落ちず、赤色を帯びて裏側に巻いている。
花期は初夏（5 - 7月ごろ）で、葉腋から花が2個ずつ並んで咲き、ジャスミンに似た甘い香りがする。つぼみは薄紅色、咲き始めの花は白色をしているが、受粉するなどして徐々に黄色くなる。そのため、一つの枝に白い花と黄色い花が同居することが珍しくない。花弁は細い筒状で、漏斗形の花冠の長さは3 - 4 cm、先の方は上下2枚の唇状に分かれ、上唇はさらに浅く4裂し、下唇はへら状である。花冠の筒部に、甘い蜜がある。雄しべは5個で長く突き出しており、雌しべの花柱は1個で長く突き出て、受粉前の柱頭は丸く緑色である。花の基部には、葉のような苞がつく。
果期は10 - 11月。果実は液果で、黒い球形の実が2個ずつなる。果実の直径は5 - 7 mmほどで、先端には萼の残骸が残る。若い果実は緑色をしているが、つやのある黒色に熟して、冬も残って目立つ。
冬芽は枝に対生し、節にある主芽の上に副芽がつき、狭卵形で芽鱗が開き気味になっている。落葉しても葉柄が残るので、葉痕はわかりにくい。

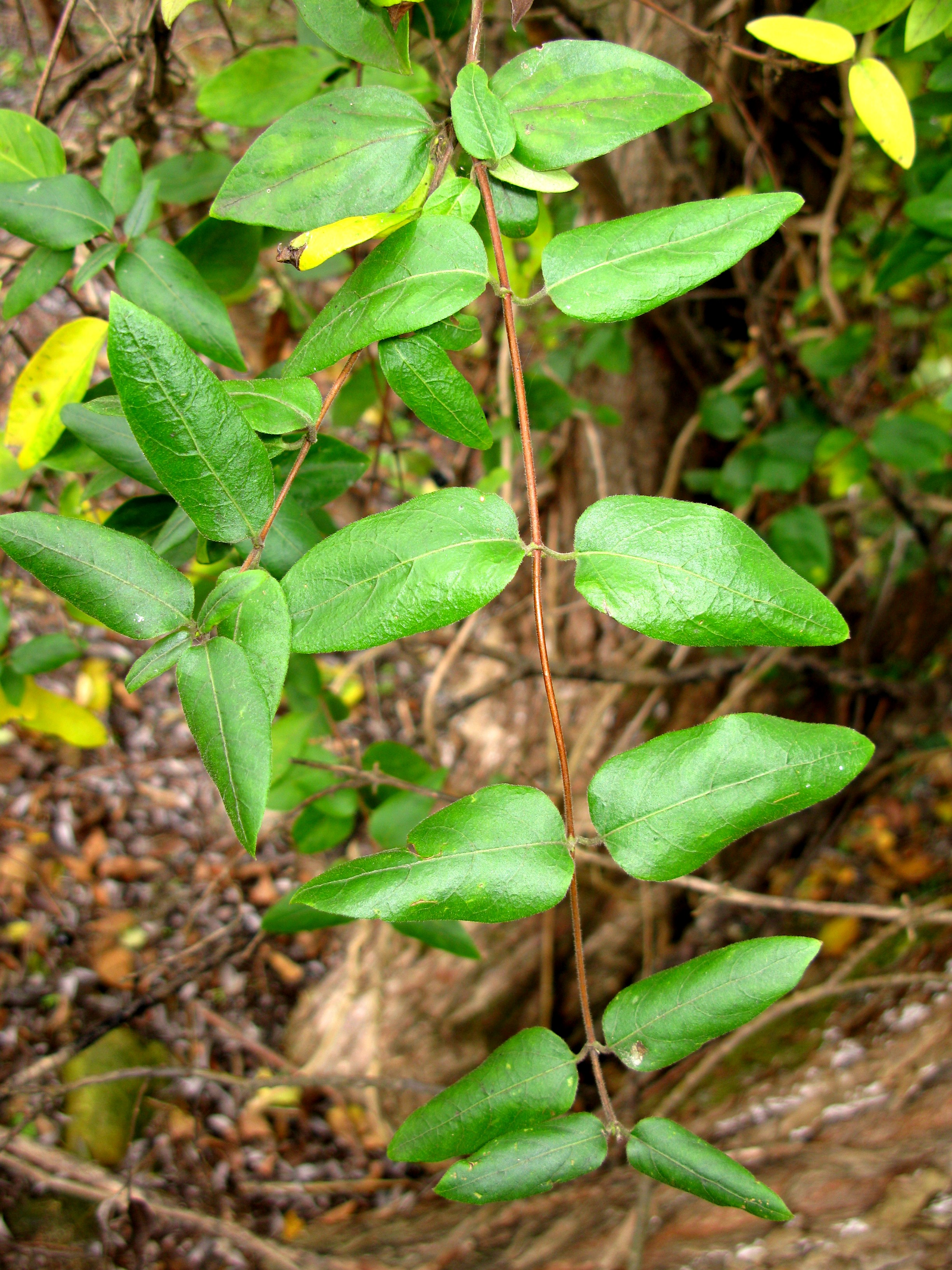
葉は対生する
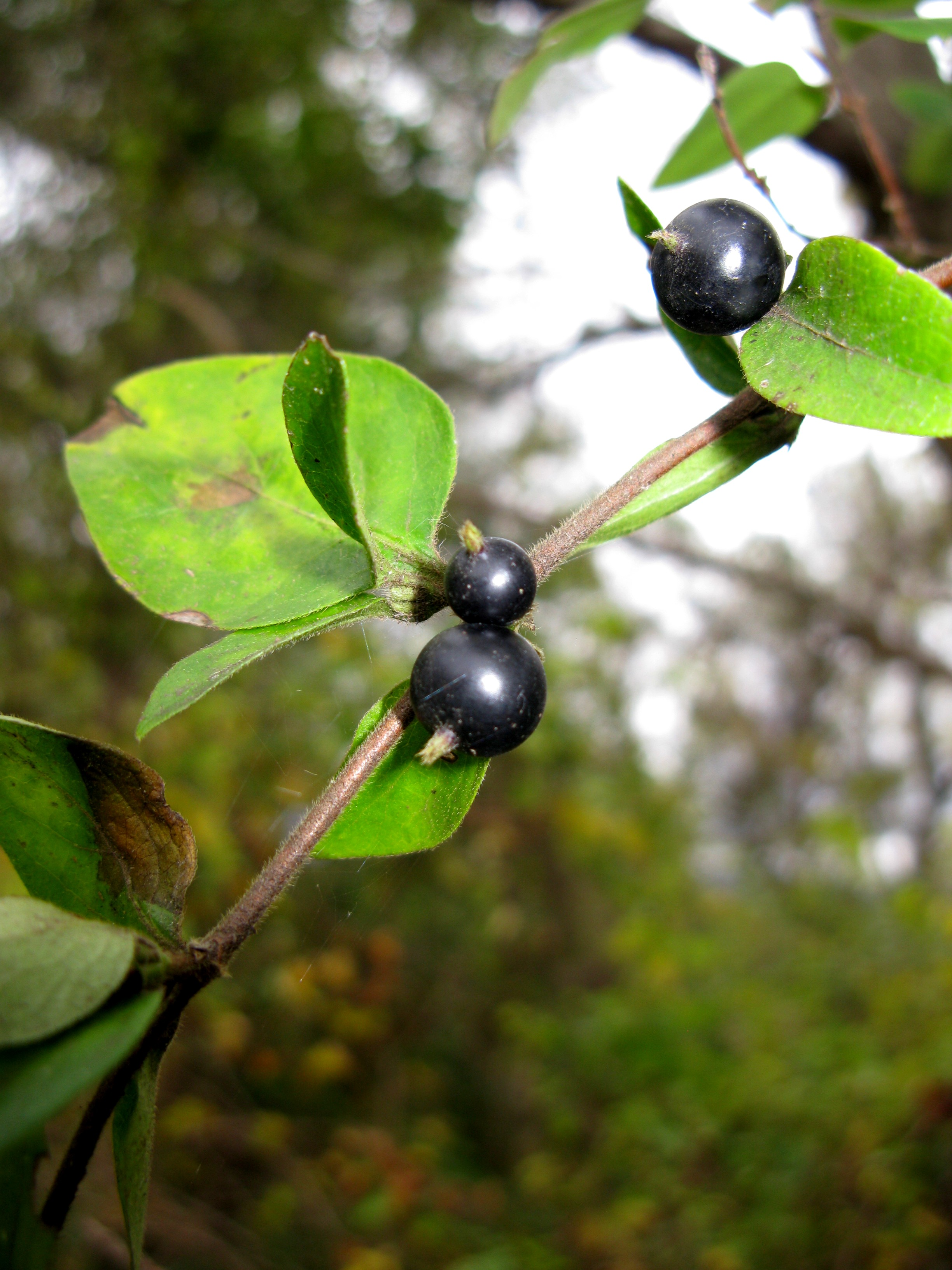
果実

## 利用
花や茎葉は、薬用や食用、また染料になる。

### 薬用
棒状の蕾は、金銀花（きんぎんか）という生薬、秋から冬の間の茎葉は、忍冬（にんどう）・忍冬藤（にんどうとう）という生薬で、ともに利尿、健胃や解熱作用、浄血作用があるとされ、忍冬には収斂作用もある。漢方薬としても利用される。忍冬にする茎葉は、初め2 - 3日は日干しにして、あとは陰干しで調製する。金銀花にする花は、春（4 - 5月ごろ）の開花前のつぼみが良く、棍棒状のものを採取して通風のよいところで天日乾燥させる。また忍冬は、葉がついたままの茎を花期から盛夏までに切り取り、水洗い後1 cmほどに刻んで日干しする。成分として、苦味配糖体のロガニンを含む。
民間では、熱がある風邪などに、金銀花や忍冬を１日量10 - 15グラム (g) を水500 ccで半量になるまでとろ火で煎じ、3回に分けて服用する用法が知られている。関節が痛むときに、金銀花2 - 3 gを1日量として水200 ccで半量になるまで煎じて食後に服用したり、はれものに忍冬5 - 15 gを1日量として水400 ccで半量になるまで煎じて、1日3回食後に分服する用法が知られている。ただし、患部に熱はなく冷えている人への服用は禁忌とされている。
忍冬茶としての飲用もよく、腰痛や湿疹、あせも、痔の痛みなどの浴湯料として布袋に入れた茎葉を煮出して風呂に入れてももよい。金銀花を使って忍冬酒（金銀花酒）も造られ、はれものの解毒・食欲増進・冷え症・生理痛・高血圧・健胃・整腸・疲労回復に金銀花酒が飲まれる。1日量を30ミリリットルを限度に朝夕2回に分けて飲む。中国の『本草綱目』(1590年）、日本の『本朝食鑑』（1697年）、『和漢三才図会』(1713年）に忍冬酒という記載がみられ、スイカズラと茎葉ともち米と酒で造られるが、江戸時代に日本独特の忍冬酒が工夫された。

### 食用
新芽や若葉は山菜として食用になり、採取時期は春から夏で、関東地方以西など暖地が4 - 5月ごろ、東北地方以北などの寒冷地は5 - 6月ごろが適期とされる。摘み取って、軽く茹でたあと水にさらし、お浸しや和え物、油炒めなどに調理される。葉は日陰で3 - 4日ほど陰干ししてから、乾煎りしてお茶がわりにもできる。花は、そのまま酢の物にできる。

## 近縁種
スイカズラ属には180種あり、日本には20種ばかりあるが、多くは低木である。蔓性のものとしてはハマニンドウ L. affinis とキダチニンドウ L. hypoglauca がある。いずれも分布が限られ、より南部に生育するものである。